# Truppführer
Truppführer naziv je za čin Sturmabteilunga. Prevodi se kao “Vođa trupa”. Čin Truppführera razvio se iz ranoga naziva u Freikorpsu, a korijeni izraza sežu u Prvi svjetski rat.
Kao čin SA-a, Truppführer je odgovarao činu nadnarednika ili narednika. Čin SA-Truppführera u početku je bio iznad čina SA-Scharführera, no poslije 1932. čin je postao iznad čina SA-Oberscharführera.  Obilježje za Truppführera bile su dvije srebrne točke na kolarnoj oznaci čina.
Truppführer je služio kao SA-ov dočasnički zapovjednik jedinica zvanih SA-Truppen, koje su bije dijelom SA-Sturma, koji je bio veličine satnije. Odgovornosti nositelja čina Truppführer bi se povećale nakon promaknuća u čin Obertruppführera i Haupttruppführera, kao i broj vojnika kojim je nositelj čina Truppführer zapovijedao.
Između 1930. i 1934., Truppführer je rabljen kao čin SS-a, ali SS, nakon Noći dugih noževa napušta ovaj naziv i preimenuje ga u SS-Oberscharführer.